# ノーベル賞受賞者の一覧
ノーベル賞受賞者の一覧（ノーベルしょうじゅしょうしゃのいちらん）では、ノーベル賞の受賞者を部門別・年代順に列挙する。

## ノーベル物理学賞

### 1901年 - 1920年
- 1901年 -  ヴィルヘルム・レントゲン
- 1902年 -  ヘンドリック・ローレンツ、ピーター・ゼーマン
- 1903年 -  アンリ・ベクレル、ピエール・キュリー、マリ・キュリー
- 1904年 -  ジョン・ウィリアム・ストラット（レイリー卿）
- 1905年 -  フィリップ・レーナルト
- 1906年 -  ジョセフ・ジョン・トムソン
- 1907年 -  アルバート・マイケルソン
- 1908年 -  ガブリエル・リップマン
- 1909年 -  グリエルモ・マルコーニ、 フェルディナント・ブラウン
- 1910年 -  ヨハネス・ファン・デル・ワールス

- 1911年 -  ヴィルヘルム・ヴィーン
- 1912年 -  ニルス・グスタフ・ダレーン
- 1913年 -  ヘイケ・カメルリング・オネス
- 1914年 -  マックス・フォン・ラウエ
- 1915年 -  ヘンリー・ブラッグ、 ローレンス・ブラッグ
- 1916年 - 該当者なし
- 1917年 -  チャールズ・バークラ
- 1918年 -  マックス・プランク
- 1919年 -  ヨハネス・シュタルク
- 1920年 -  シャルル・エドワール・ギヨーム

### 1921年 - 1940年
- 1921年 -  アルベルト・アインシュタイン
- 1922年 -  ニールス・ボーア
- 1923年 -  ロバート・ミリカン
- 1924年 -  マンネ・シーグバーン
- 1925年 -  ジェイムス・フランク、グスタフ・ヘルツ
- 1926年 -  ジャン・ペラン
- 1927年 -  アーサー・コンプトン、 チャールズ・ウィルソン
- 1928年 -  オーエン・リチャードソン
- 1929年 -  ルイ・ド・ブロイ
- 1930年 -  チャンドラセカール・ラマン

- 1931年 - 該当者なし
- 1932年 -  ヴェルナー・ハイゼンベルク
- 1933年 -  エルヴィン・シュレーディンガー、 ポール・ディラック
- 1934年 - 該当者なし
- 1935年 -  ジェームズ・チャドウィック
- 1936年 -  ヴィクトール・フランツ・ヘス、 カール・デイヴィッド・アンダーソン
- 1937年 -  クリントン・デイヴィソン、 ジョージ・パジェット・トムソン
- 1938年 -  エンリコ・フェルミ
- 1939年 -  アーネスト・ローレンス
- 1940年 - 該当者なし

### 1941年 - 1960年
- 1941年 - 該当者なし
- 1942年 - 該当者なし
- 1943年 -  オットー・シュテルン
- 1944年 -  イジドール・イザーク・ラービ
- 1945年 -  ヴォルフガング・パウリ
- 1946年 -  パーシー・ブリッジマン
- 1947年 -  エドワード・アップルトン
- 1948年 -  パトリック・ブラケット
- 1949年 -  湯川秀樹
- 1950年 -  セシル・パウエル

- 1951年 -  ジョン・コッククロフト、 アーネスト・ウォルトン
- 1952年 -  フェリックス・ブロッホ、エドワード・ミルズ・パーセル
- 1953年 -  フリッツ・ゼルニケ
- 1954年 -  マックス・ボルン、ワルサー・ボーテ
- 1955年 -  ウィリス・ラム、ポリカプ・クッシュ
- 1956年 -  ウィリアム・ショックレー、ジョン・バーディーン、ウォルター・ブラッテン
- 1957年 -  楊振寧、李政道
- 1958年 -  パーヴェル・チェレンコフ、イリヤ・フランク、イゴール・タム
- 1959年 -  エミリオ・セグレ、オーウェン・チェンバレン
- 1960年 -  ドナルド・グレーザー

### 1961年 - 1980年
- 1961年 -  ロバート・ホフスタッター、 ルドルフ・メスバウアー
- 1962年 -  レフ・ランダウ
- 1963年 -  ユージン・ウィグナー、マリア・ゲッパート＝メイヤー、 ヨハネス・ハンス・イェンゼン
- 1964年 -  チャールズ・タウンズ、 ニコライ・バソフ、アレクサンドル・プロホロフ
- 1965年 -  朝永振一郎、 ジュリアン・シュウィンガー、リチャード・P・ファインマン
- 1966年 -  アルフレッド・カストレル
- 1967年 -  ハンス・ベーテ
- 1968年 -  ルイ・アルヴァレ
- 1969年 -  マレー・ゲルマン
- 1970年 -  ハンス・アルヴェーン、 ルイ・ネール

- 1971年 -  ガーボル・デーネシュ
- 1972年 -  ジョン・バーディーン、レオン・クーパー、ジョン・ロバート・シュリーファー
- 1973年 -  江崎玲於奈、 アイヴァー・ジェーバー、 ブライアン・ジョセフソン
- 1974年 -  マーティン・ライル、アントニー・ヒューイッシュ
- 1975年 -  オーゲ・ニールス・ボーア、ベン・ロイ・モッテルソン、 レオ・ジェームス・レインウォーター
- 1976年 -  バートン・リヒター、サミュエル・ティン
- 1977年 -  フィリップ・アンダーソン、ジョン・ヴァン・ヴレック、 ネヴィル・モット、
- 1978年 -  ピョートル・カピッツァ、 アーノ・ペンジアス、ロバート・W・ウィルソン
- 1979年 -  シェルドン・グラショー、スティーヴン・ワインバーグ、 アブドゥッサラーム
- 1980年 -  ジェイムズ・クローニン、ヴァル・フィッチ

### 1981年 - 2000年
- 1981年 -  ニコラス・ブルームバーゲン、アーサー・ショーロー、 カイ・シーグバーン
- 1982年 -  ケネス・ウィルソン
- 1983年 -  スブラマニアン・チャンドラセカール、ウィリアム・ファウラー
- 1984年 -  カルロ・ルビア、 シモン・ファンデルメール
- 1985年 -  クラウス・フォン・クリッツィング
- 1986年 -  エルンスト・ルスカ - ゲルト・ビーニッヒ、 ハインリッヒ・ローラー
- 1987年 -  ヨハネス・ベドノルツ、 カール・アレクサンダー・ミュラー
- 1988年 -  レオン・レーダーマン、メルヴィン・シュワーツ、ジャック・シュタインバーガー
- 1989年 -  ノーマン・ラムゼー、 ハンス・デーメルト、ヴォルフガング・パウル
- 1990年 -  ジェローム・アイザック・フリードマン、ヘンリー・ケンドール、 リチャード・E・テイラー

- 1991年 -  ピエール＝ジル・ド・ジャンヌ
- 1992年 -  ジョルジュ・シャルパク
- 1993年 -  ラッセル・ハルス、ジョゼフ・テイラー
- 1994年 -  バートラム・ブロックハウス、 クリフォード・シャル
- 1995年 -  マーチン・パール、フレデリック・ライネス
- 1996年 -  デビッド・リー、ダグラス・D・オシェロフ、ロバート・リチャードソン
- 1997年 -  スティーブン・チュー、ウィリアム・ダニエル・フィリップス、 クロード・コーエン＝タヌージ
- 1998年 -  ロバート・B・ラフリン、ダニエル・ツイ、 ホルスト・ルートヴィヒ・シュテルマー
- 1999年 -  ゲラルド・トフーフト、マルティヌス・フェルトマン
- 2000年 -  ジョレス・アルフョーロフ、 ハーバート・クレーマー、ジャック・キルビー

### 2001年 - 2020年
- 2001年 -  エリック・コーネル、カール・ワイマン、 ヴォルフガング・ケターレ
- 2002年 -  レイモンド・デイビス、リカルド・ジャコーニ、 小柴昌俊
- 2003年 -  アレクセイ・アブリコソフ、ヴィタリー・ギンツブルク、 アンソニー・レゲット
- 2004年 -  デイビッド・グロス、H. デビッド・ポリツァー、フランク・ウィルチェック
- 2005年 -  ロイ・グラウバー、ジョン・ホール、 テオドール・ヘンシュ
- 2006年 -  ジョージ・スムート、ジョン・マザー
- 2007年 -  アルベルト・フェールト、 ペーター・グリューンベルク
- 2008年 -  南部陽一郎、 小林誠、益川敏英
- 2009年 -  チャールズ・K・カオ、 ウィラード・ボイル、 ジョージ・E・スミス
- 2010年 -  アンドレ・ガイム、 コンスタンチン・ノボセロフ

- 2011年 -  ソール・パールマッター、アダム・リース、 ブライアン・P・シュミット
- 2012年 -  セルジュ・アロシュ、 デービッド・ワインランド
- 2013年 -  ピーター・ヒッグス、 フランソワ・アングレール
- 2014年 -  赤﨑勇、天野浩、 中村修二
- 2015年 -  梶田隆章、 アーサー・B・マクドナルド
- 2016年 -  デイヴィッド・J・サウレス、 ダンカン・ホールデン、 ジョン・M・コステリッツ
- 2017年 -  レイナー・ワイス、バリー・バリッシュ、キップ・ソーン
- 2018年 -  アーサー・アシュキン、 ジェラール・ムル、 ドナ・ストリックランド
- 2019年 -  ジェームズ・ピーブルス、 ミシェル・マイヨール、 ディディエ・ケロー
- 2020年 -  ロジャー・ペンローズ、 ラインハルト・ゲンツェル、 アンドレア・ゲズ

### 2021年 -
- 2021年 -  真鍋淑郎、 クラウス・ハッセルマン、 ジョルジョ・パリージ
- 2022年 -  アラン・アスペ、 ジョン・クラウザー、 アントン・ツァイリンガー
- 2023年 -  ピエール・アゴスティーニ、 フェレンツ・クラウス、 アンヌ・リュイリエ
- 2024年 -  ジョン・ホップフィールド、 ジェフリー・ヒントン

## ノーベル化学賞

### 1901年 - 1920年
- 1901年 -  ヤコブス・ヘンリクス・ファント・ホッフ
- 1902年 -  エミール・フィッシャー
- 1903年 -  スヴァンテ・アレニウス
- 1904年 -  ウィリアム・ラムゼー
- 1905年 -  アドルフ・フォン・バイヤー
- 1906年 -  アンリ・モアッサン
- 1907年 -  エドゥアルト・ブフナー
- 1908年 -  アーネスト・ラザフォード
- 1909年 -  ヴィルヘルム・オストヴァルト
- 1910年 -  オットー・ヴァラッハ

- 1911年 -  マリ・キュリー
- 1912年 -  フランソワ・グリニャール、ポール・サバティエ
- 1913年 -  アルフレッド・ウェルナー
- 1914年 -  セオドア・リチャーズ
- 1915年 -  リヒャルト・ヴィルシュテッター
- 1916年 - 該当者なし
- 1917年 - 該当者なし
- 1918年 -  フリッツ・ハーバー
- 1919年 - 該当者なし
- 1920年 -  ヴァルター・ネルンスト

### 1921年 - 1940年
- 1921年 -  フレデリック・ソディ
- 1922年 -  フランシス・アストン
- 1923年 -  フリッツ・プレーグル
- 1924年 - 該当者なし
- 1925年 -  リヒャルト・ジグモンディ
- 1926年 -  テオドール・スヴェドベリ
- 1927年 -  ハインリッヒ・ヴィーラント
- 1928年 -  アドルフ・ヴィンダウス
- 1929年 -  アーサー・ハーデン、 ハンス・フォン・オイラー＝ケルピン
- 1930年 -  ハンス・フィッシャー

- 1931年 -  カール・ボッシュ、フリードリッヒ・ベルギウス
- 1932年 -  アーヴィング・ラングミュア
- 1933年 - 該当者なし
- 1934年 -  ハロルド・ユーリー
- 1935年 -  フレデリック・ジョリオ＝キュリー、イレーヌ・ジョリオ＝キュリー
- 1936年 -  ピーター・デバイ
- 1937年 -  ウォルター・ハース、 ポール・カーラー
- 1938年 -  リヒャルト・クーン
- 1939年 -  アドルフ・ブーテナント、 レオポルト・ルジチカ
- 1940年 - 該当者なし

### 1941年 - 1960年
- 1941年 - 該当者なし
- 1942年 - 該当者なし
- 1943年 -  ゲオルク・ド・ヘヴェシー
- 1944年 -  オットー・ハーン
- 1945年 -  アルトゥーリ・ヴィルタネン
- 1946年 -  ジェームズ・サムナー、ジョン・ノースロップ、ウェンデル・スタンリー
- 1947年 -  ロバート・ロビンソン
- 1948年 -  ウィルヘルム・ティセリウス
- 1949年 -  ウイリアム・ジオーク
- 1950年 -  オットー・ディールス、クルト・アルダー

- 1951年 -  エドウィン・マクミラン、グレン・シーボーグ
- 1952年 -  アーチャー・マーティン、リチャード・シング
- 1953年 -  ヘルマン・シュタウディンガー
- 1954年 -  ライナス・ポーリング
- 1955年 -  ヴィンセント・デュ・ヴィニョー
- 1956年 -  シリル・ヒンシェルウッド、 ニコライ・セミョーノフ
- 1957年 -  アレクサンダー・トッド
- 1958年 -  フレデリック・サンガー
- 1959年 -  ヤロスラフ・ヘイロフスキー
- 1960年 -  ウィラード・リビー

### 1961年 - 1980年
- 1961年 -  メルヴィン・カルヴィン
- 1962年 -  マックス・ペルーツ、ジョン・ケンドリュー
- 1963年 -  カール・ツィーグラー、 ジュリオ・ナッタ
- 1964年 -  ドロシー・ホジキン
- 1965年 -  ロバート・ウッドワード
- 1966年 -  ロバート・マリケン
- 1967年 -  マンフレート・アイゲン、 ロナルド・ノーリッシュ、ジョージ・ポーター
- 1968年 -  ラルス・オンサーガー
- 1969年 -  デレック・バートン、 オッド・ハッセル
- 1970年 -  ルイ・ルロワール

- 1971年 -  ゲルハルト・ヘルツベルク
- 1972年 -  クリスチャン・アンフィンセン、スタンフォード・ムーア、ウィリアム・スタイン
- 1973年 -  エルンスト・オットー・フィッシャー、 ジェフリー・ウィルキンソン
- 1974年 -  ポール・フローリー
- 1975年 -  ジョン・コーンフォース、 ウラジミール・プレローグ
- 1976年 -  ウィリアム・リプスコム
- 1977年 -  イリヤ・プリゴジン
- 1978年 -  ピーター・ミッチェル
- 1979年 -  ハーバート・ブラウン、 ゲオルク・ウィッティヒ
- 1980年 -  ポール・バーグ、ウォルター・ギルバート、 フレデリック・サンガー

### 1981年 - 2000年
- 1981年 -  福井謙一、 ロアルド・ホフマン
- 1982年 -  アーロン・クルーグ
- 1983年 -  ヘンリー・タウベ
- 1984年 -  ロバート・メリフィールド
- 1985年 -  ハーバート・ハウプトマン、ジェローム・カール
- 1986年 -  ダドリー・ハーシュバック、 李遠哲、 ジョン・ポラニー
- 1987年 -  ドナルド・クラム、チャールズ・ペダーセン、 ジャン＝マリー・レーン
- 1988年 -  ヨハン・ダイゼンホーファー、ロベルト・フーバー 、ハルトムート・ミヒェル
- 1989年 -  シドニー・アルトマン、 トーマス・チェック
- 1990年 -  イライアス・コーリー

- 1991年 -  リヒャルト・エルンスト
- 1992年 -  ルドルフ・マーカス
- 1993年 -  キャリー・マリス、 マイケル・スミス
- 1994年 -  ジョージ・オラー
- 1995年 -  パウル・クルッツェン、 マリオ・モリーナ、 シャーウッド・ローランド
- 1996年 -  ロバート・カール、リチャード・スモーリー、 ハロルド・クロトー
- 1997年 -  ポール・ボイヤー、 ジョン・ウォーカー、 イェンス・スコウ
- 1998年 -  ウォルター・コーン、 ジョン・ポープル
- 1999年 -  アハメッド・ズウェイル
- 2000年 -  アラン・ヒーガー、 アラン・マクダイアミッド、 白川英樹

### 2001年 - 2020年
- 2001年 -  ウィリアム・ノールズ、バリー・シャープレス、 野依良治
- 2002年 -  ジョン・フェン、 田中耕一、 クルト・ヴュートリッヒ
- 2003年 -  ピーター・アグレ、ロデリック・マキノン
- 2004年 -  アーロン・チカノーバー、アブラム・ハーシュコ、 アーウィン・ローズ
- 2005年 -  イヴ・ショーヴァン、 ロバート・グラブス、リチャード・シュロック
- 2006年 -  ロジャー・コーンバーグ
- 2007年 -  ゲルハルト・エルトゥル
- 2008年 -  下村脩、 マーティン・チャルフィー、ロジャー・Y・チエン
- 2009年 -  ヴェンカトラマン・ラマクリシュナン、 トマス・A・スタイツ、 エイダ・E・ヨナス
- 2010年 -  根岸英一、鈴木章、 リチャード・ヘック

- 2011年 -  ダニエル・シェヒトマン
- 2012年 -  ロバート・レフコウィッツ、ブライアン・コビルカ
- 2013年 -  マーティン・カープラス、 マイケル・レヴィット、 アリー・ウォーシェル
- 2014年 -  エリック・ベツィグ、ウィリアム・モーナー、 シュテファン・ヘル
- 2015年 -  ポール・モドリッチ、トマス・リンダール、 アジズ・サンジャル
- 2016年 -  ジャン＝ピエール・ソヴァージュ、フレイザー・ストッダート、 ベルナルト・L・フェリンハ
- 2017年 -  ジャック・ドゥボシェ、ヨアヒム・フランク、 リチャード・ヘンダーソン
- 2018年 -  フランシス・アーノルド、ジョージ・P・スミス、グレゴリー・ウィンター
- 2019年 -  ジョン・グッドイナフ、スタンリー・ウィッティンガム、吉野彰
- 2020年 -  エマニュエル・シャルパンティエ、 ジェニファー・ダウドナ

### 2021年 -
- 2021年 -  ベンジャミン・リスト、 デイヴィッド・マクミラン
- 2022年 -  キャロライン・ベルトッツィ、 モーテン・P・メルダル、 バリー・シャープレス
- 2023年 -  ムンジ・バウェンディ、 ルイ・ブラス、 アレクセイ・エキモフ
- 2024年 -  デイヴィッド・ベイカー、 デミス・ハサビス、 ジョン・M・ジャンパー

## ノーベル生理学・医学賞

### 1901年 - 1920年
- 1901年 -  エミール・アドルフ・フォン・ベーリング
- 1902年 -  ロナルド・ロス
- 1903年 -  ニールス・フィンセン
- 1904年 -  イワン・パブロフ
- 1905年 -  ロベルト・コッホ
- 1906年 -  カミッロ・ゴルジ、 サンティアゴ・ラモン・イ・カハール
- 1907年 -  シャルル・ルイ・アルフォンス・ラヴラン
- 1908年 -  パウル・エールリヒ、 イリヤ・メチニコフ
- 1909年 -  エーミール・テオドール・コッハー
- 1910年 -  アルブレヒト・コッセル

- 1911年 -  アルヴァル・グルストランド
- 1912年 -  アレクシス・カレル
- 1913年 -  シャルル・ロベール・リシェ
- 1914年 -  ローベルト・バーラーニ
- 1915年 - 該当者なし
- 1916年 - 該当者なし
- 1917年 - 該当者なし
- 1918年 - 該当者なし
- 1919年 -  ジュール・ボルデ
- 1920年 -  アウグスト・クローグ

### 1921年 - 1940年
- 1921年 - 該当者なし
- 1922年 -  アーチボルド・ヒル、 オットー・マイヤーホフ
- 1923年 -  フレデリック・バンティング、 ジョン・ジェームズ・リチャード・マクラウド
- 1924年 -  ウィレム・アイントホーフェン
- 1925年 - 該当者なし
- 1926年 -  ヨハネス・フィビゲル
- 1927年 -  ユリウス・ワーグナー＝ヤウレック
- 1928年 -  シャルル・ジュール・アンリ・ニコル
- 1929年 -  クリスティアーン・エイクマン、 フレデリック・ホプキンズ
- 1930年 -  カール・ラントシュタイナー

- 1931年 -  オットー・ワールブルク
- 1932年 -  チャールズ・シェリントン、エドガー・エイドリアン
- 1933年 -  トーマス・ハント・モーガン
- 1934年 -  ジョージ・H・ウィップル、ジョージ・リチャーズ・マイノット、ウィリアム・P・マーフィ
- 1935年 -  ハンス・シュペーマン
- 1936年 -  ヘンリー・ハレット・デール、 オットー・レーヴィ
- 1937年 -  アルベルト・セント＝ジェルジ
- 1938年 -  コルネイユ・ハイマンス
- 1939年 -  ゲルハルト・ドーマク（辞退した後、1947年に受賞）
- 1940年 - 該当者なし

### 1941年 - 1960年
- 1941年 - 該当者なし
- 1942年 - 該当者なし
- 1943年 -  カール・ピーター・ヘンリク・ダム、 エドワード・アダルバート・ドイジー
- 1944年 -  ジョセフ・アーランガー、ハーバート・ガッサー
- 1945年 -  アレクサンダー・フレミング、エルンスト・ボリス・チェーン、 ハワード・フローリー
- 1946年 -  ハーマン・J・マラー
- 1947年 -  カール・コリ、ゲルティー・コリ、 バーナード・ウッセイ
- 1948年 -  パウル・ヘルマン・ミュラー
- 1949年 -  ウォルター・ルドルフ・ヘス、 エガス・モニス
- 1950年 -  エドワード・カルビン・ケンダル、フィリップ・ショウォルター・ヘンチ、 タデウシュ・ライヒスタイン

- 1951年 -  マックス・タイラー
- 1952年 -  セルマン・ワクスマン
- 1953年 -  フリッツ・アルベルト・リップマン、 ハンス・クレブス
- 1954年 -  ジョン・フランクリン・エンダース、トーマス・ハックル・ウェーラー、フレデリック・チャップマン・ロビンス
- 1955年 -  ヒューゴ・テオレル
- 1956年 -  アンドレ・フレデリック・クルナン、 ディキソン・W・リチャーズ、 ヴェルナー・フォルスマン
- 1957年 -  ダニエル・ボベット
- 1958年 -  ジョージ・ウェルズ・ビードル、エドワード・ローリー・タータム、ジョシュア・レダーバーグ
- 1959年 -  セベロ・オチョア、アーサー・コーンバーグ
- 1960年 -  フランク・マクファーレン・バーネット、 ピーター・メダワー

### 1961年 - 1980年
- 1961年 -  ゲオルグ・フォン・ベケシ
- 1962年 -  ジェームズ・ワトソン、 フランシス・クリック、モーリス・ウィルキンス
- 1963年 -  ジョン・カリュー・エクレス、 アラン・ロイド・ホジキン、アンドリュー・フィールディング・ハクスリー
- 1964年 -  コンラート・ブロッホ、 フェオドル・リュネン
- 1965年 -  フランソワ・ジャコブ、アンドレ・ルウォフ、ジャック・モノー
- 1966年 -  ペイトン・ラウス、チャールズ・ブレントン・ハギンズ
- 1967年 -  ラグナー・グラニト、 ハルダン・ケファー・ハートライン、ジョージ・ワルド
- 1968年 -  ロバート・W・ホリー、ハー・ゴビンド・コラナ、マーシャル・ニーレンバーグ
- 1969年 -  マックス・デルブリュック、アルフレッド・ハーシー、 サルバドール・エドワード・ルリア
- 1970年 -  ベルンハルト・カッツ、 ウルフ・スファンテ・フォン・オイラー、 ジュリアス・アクセルロッド

- 1971年 -  エール・サザランド
- 1972年 -  ジェラルド・モーリス・エデルマン、 ロドニー・ロバート・ポーター
- 1973年 -  コンラート・ローレンツ、カール・フォン・フリッシュ、 ニコ・ティンバーゲン
- 1974年 -  アルベルト・クラウデ、 クリスチャン・ド・デューブ、 ジョージ・エミール・パラーデ
- 1975年 -  レナート・ドゥルベッコ、 ハワード・マーティン・テミン、デビッド・ボルティモア
- 1976年 -  バルチ・サミュエル・ブランバーグ、ダニエル・カールトン・ガジュセック
- 1977年 -  ロジャー・ギレミン、 アンドリュー・ウィクター・シャリー、ロザリン・ヤロー
- 1978年 -  ダニエル・ネイサンズ、ハミルトン・O・スミス、 ヴェルナー・アルバー
- 1979年 -  ゴッドフライ・ニューボルド・ハウンスフィールド、 アラン・マクロード・コーマック
- 1980年 -  バルフ・ベナセラフ、ジョージ・スネル、 ジャン・ドーセ

### 1981年 - 2000年
- 1981年 -  ロジャー・ウォルコット・スペリー、デビッド・ハンター・フーベル、 トルステン・ニルス・ウィーセル
- 1982年 -  スネ・カール・ベルイストレーム、ベント・インゲマー・サムエルソン、 ジョン・ロバート・ヴェイン
- 1983年 -  バーバラ・マクリントック
- 1984年 -  ニールス・カイ・ジェルネ、 ゲオルゲス・ケーラー、 ケサー・ミルスタイン
- 1985年 -  マイケル・ブラウン、ジョセフ・L・ゴールドスタイン
- 1986年 -  リータ・レーヴィ＝モンタルチーニ、 スタンリー・コーエン
- 1987年 -  利根川進
- 1988年 -  ジェームス・ブラック、 ガートルード・エリオン、ジョージ・ヒッチングス
- 1989年 -  J・マイケル・ビショップ、ハロルド・ヴァーマス
- 1990年 -  ヨセフ・マレー、エドワード・ドナル・トーマス

- 1991年 -  エルヴィン・ネーアー、ベルト・ザクマン
- 1992年 -  エドモンド・フィッシャー、エドヴィン・クレープス
- 1993年 -  リチャード・ロバーツ、 フィリップ・シャープ
- 1994年 -  アルフレッド・ギルマン、マーティン・ロッドベル
- 1995年 -  エドワード・ルイス、エリック・ヴィーシャウス、 クリスティアーネ・ニュスライン＝フォルハルト
- 1996年 -  ピーター・ドハーティー、 ロルフ・ツィンカーナーゲル
- 1997年 -  スタンリー・B・プルシナー
- 1998年 -  ロバート・ファーチゴット、ルイ・イグナロ、フェリド・ムラド
- 1999年 -  ギュンター・ブローベル
- 2000年 -  アービド・カールソン、 ポール・グリーンガード、エリック・カンデル

### 2001年 - 2020年
- 2001年 -  リーランド・ハートウェル、 ティモシー・ハント、ポール・ナース
- 2002年 -  シドニー・ブレナー、 ロバート・ホロビッツ、 ジョン・サルストン
- 2003年 -  ポール・ラウターバー、 ピーター・マンスフィールド
- 2004年 -  リチャード・アクセル、リンダ・バック
- 2005年 -  バリー・マーシャル、ロビン・ウォレン
- 2006年 -  アンドリュー・ファイアー、クレイグ・メロー
- 2007年 -  マリオ・カペッキ、オリヴァー・スミティーズ、 マーティン・エヴァンズ
- 2008年 -  ハラルド・ツア・ハウゼン、 フランソワーズ・バレ＝シヌシ、リュック・モンタニエ
- 2009年 -  エリザベス・H・ブラックバーン、 キャロル・W・グライダー、ジャック・W・ショスタク
- 2010年 -  ロバート・G・エドワーズ

- 2011年 -  ブルース・ボイトラー、 ジュール・ホフマン、 ラルフ・スタインマン
- 2012年 -  ジョン・ガードン、 山中伸弥
- 2013年 -  ランディ・シェクマン、ジェームス・ロスマン、トーマス・スードフ
- 2014年 -  ジョン・オキーフ、 マイブリット・モーセル、エドバルド・モーセル
- 2015年 -  ウィリアム・C・キャンベル、 大村智、 屠呦呦
- 2016年 -  大隅良典
- 2017年 -  ジェフリー・ホール、マイケル・ロスバッシュ、マイケル・ヤング
- 2018年 -  ジェームズ・P・アリソン、 本庶佑
- 2019年 -  ウィリアム・ケリン、ピーター・ラトクリフ、グレッグ・セメンザ
- 2020年 -  ハーベイ・オルター、 マイケル・ホートン、 チャールズ・ライス

### 2021年 -
- 2021年 -  デヴィッド・ジュリアス、 アーデム・パタプティアン
- 2022年 -  スバンテ・ペーボ
- 2023年 -  ドリュー・ワイスマン、 カタリン・カリコ
- 2024年 -  ヴィクター・アンブロス、 ゲイリー・ラヴカン

## ノーベル文学賞

### 1901年 - 1920年
- 1901年 -  シュリ・プリュドム
- 1902年 -  テオドール・モムゼン
- 1903年 -  ビョルンスティエルネ・ビョルンソン
- 1904年 -  フレデリック・ミストラル、 ホセ・エチェガライ・イ・アイサギレ
- 1905年 -  ヘンリク・シェンキェヴィチ
- 1906年 -  ジョズエ・カルドゥッチ
- 1907年 -  ラドヤード・キップリング
- 1908年 -  ルドルフ・クリストフ・オイケン
- 1909年 -  セルマ・ラーゲルレーヴ
- 1910年 -  パウル・フォン・ハイゼ

- 1911年 -  モーリス・メーテルリンク
- 1912年 -  ゲアハルト・ハウプトマン
- 1913年 -  ラビンドラナート・タゴール
- 1914年 - 該当者なし
- 1915年 -  ロマン・ロラン
- 1916年 -  ヴェルネル・フォン・ヘイデンスタム
- 1917年 -  カール・ギェレルプ、ヘンリク・ポントピダン
- 1918年 - 該当者なし
- 1919年 -  カール・シュピッテラー
- 1920年 -  クヌート・ハムスン

### 1921年 - 1940年
- 1921年 -  アナトール・フランス
- 1922年 -  ハシント・ベナベンテ
- 1923年 -  ウィリアム・バトラー・イェイツ
- 1924年 -  ヴワディスワフ・レイモント
- 1925年 -  ジョージ・バーナード・ショー
- 1926年 -  グラツィア・デレッダ
- 1927年 -  アンリ・ベルクソン
- 1928年 -  シグリ・ウンセット
- 1929年 -  トーマス・マン
- 1930年 -  シンクレア・ルイス

- 1931年 -  エリク・アクセル・カールフェルト
- 1932年 -  ジョン・ゴールズワージー
- 1933年 -  イヴァン・ブーニン
- 1934年 -  ルイジ・ピランデルロ
- 1935年 - 該当者なし
- 1936年 -  ユージン・オニール
- 1937年 -  ロジェ・マルタン・デュ・ガール
- 1938年 -  パール・S・バック
- 1939年 -  フランス・エーミル・シランペー
- 1940年 - 該当者なし

### 1941年 - 1960年
- 1941年 - 該当者なし
- 1942年 - 該当者なし
- 1943年 - 該当者なし
- 1944年 -  ヨハネス・ヴィルヘルム・イェンセン
- 1945年 -  ガブリエラ・ミストラル
- 1946年 -  ヘルマン・ヘッセ
- 1947年 -  アンドレ・ジッド
- 1948年 -  T・S・エリオット
- 1949年 -  ウィリアム・フォークナー
- 1950年 -  バートランド・ラッセル

- 1951年 -  ペール・ラーゲルクヴィスト
- 1952年 -  フランソワ・モーリアック
- 1953年 -  ウィンストン・チャーチル
- 1954年 -  アーネスト・ヘミングウェイ
- 1955年 -  ハッルドル・ラックスネス
- 1956年 -  ホセ・ラモン・ヒメネス
- 1957年 -  アルベール・カミュ
- 1958年 -  ボリス・L・パステルナーク
- 1959年 -  サルヴァトーレ・クァジモド
- 1960年 -  サン＝ジョン・ペルス

### 1961年 - 1980年
- 1961年 -  イヴォ・アンドリッチ
- 1962年 -  ジョン・スタインベック
- 1963年 -  イオルゴス・セフェリス
- 1964年 -  ジャン＝ポール・サルトル（辞退）
- 1965年 -  ミハイル・ショーロホフ
- 1966年 -  シュムエル・アグノン、 ネリー・ザックス
- 1967年 -  ミゲル・アンヘル・アストゥリアス
- 1968年 -  川端康成
- 1969年 -  サミュエル・ベケット
- 1970年 -  アレクサンドル・ソルジェニーツィン

- 1971年 -  パブロ・ネルーダ
- 1972年 -  ハインリヒ・ベル
- 1973年 -  パトリック・ホワイト
- 1974年 -  エイヴィンド・ユーンソン、ハリー・マーティンソン
- 1975年 -  エウジェーニオ・モンターレ
- 1976年 -  ソール・ベロー
- 1977年 -  ヴィセンテ・アレイクサンドレ
- 1978年 -  アイザック・バシェヴィス・シンガー
- 1979年 -  オデッセアス・エリティス
- 1980年 -  チェスワフ・ミウォシュ

### 1981年 - 2000年
- 1981年 -  エリアス・カネッティ
- 1982年 -  ガブリエル・ガルシア＝マルケス
- 1983年 -  ウィリアム・ゴールディング
- 1984年 -  ヤロスラフ・サイフェルト
- 1985年 -  クロード・シモン
- 1986年 -  ウォーレ・ショインカ
- 1987年 -  ヨシフ・ブロツキー
- 1988年 -  ナギーブ・マフフーズ
- 1989年 -  カミーロ・ホセ・セラ
- 1990年 -  オクタビオ・パス

- 1991年 -  ナディン・ゴーディマー
- 1992年 -  デレック・ウォルコット
- 1993年 -  トニ・モリソン
- 1994年 -  大江健三郎
- 1995年 -  シェイマス・ヒーニー
- 1996年 -  ヴィスワバ・シンボルスカ
- 1997年 -  ダリオ・フォ
- 1998年 -  ジョゼ・サラマーゴ
- 1999年 -  ギュンター・グラス
- 2000年 -  高行健

### 2001年 - 2020年
- 2001年 -  V・S・ナイポール
- 2002年 -  ケルテース・イムレ
- 2003年 -  ジョン・クッツェー
- 2004年 -  エルフリーデ・イェリネク
- 2005年 -  ハロルド・ピンター
- 2006年 -  オルハン・パムク
- 2007年 -  ドリス・レッシング
- 2008年 -  ジャン＝マリ・ギュスターヴ・ル・クレジオ
- 2009年 -  ヘルタ・ミュラー
- 2010年 -  マリオ・バルガス・リョサ

- 2011年 -  トーマス・トランストロンメル
- 2012年 -  莫言
- 2013年 -  アリス・マンロー
- 2014年 -  パトリック・モディアノ
- 2015年 -  スヴェトラーナ・アレクシエーヴィッチ
- 2016年 -  ボブ・ディラン
- 2017年 -  カズオ・イシグロ
- 2018年 -  オルガ・トカルチュク[1]
- 2019年 -  ペーター・ハントケ
- 2020年 -  ルイーズ・グリュック

### 2021年 -
- 2021年 -  アブドゥルラザク・グルナ
- 2022年 -  アニー・エルノー
- 2023年 -  ヨン・フォッセ
- 2024年 -  韓江

## ノーベル平和賞

### 1901年 - 1920年
- 1901年 -  アンリ・デュナン、 フレデリック・パシー
- 1902年 -  シャルル・ゴバ、エリー・デュコマン
- 1903年 -  ウィリアム・ランダル・クリーマー
- 1904年 -  万国国際法学会
- 1905年 -  ベルタ・フォン・ズットナー
- 1906年 -  セオドア・ルーズベルト
- 1907年 -  エルネスト・テオドロ・モネータ、 ルイ・ルノー
- 1908年 -  フレデリック・バイエル、 ポントゥス・アルノルドソン
- 1909年 -  エストゥルネル・ド・コンスタン、 オーギュスト・ベールナールト
- 1910年 -  常設国際平和局

- 1911年 -  トビアス・アッセル、 アルフレッド・フリート
- 1912年 -  エリフ・ルート
- 1913年 -  アンリ・ラ・フォンテーヌ
- 1914年 - 該当者なし
- 1915年 - 該当者なし
- 1916年 - 該当者なし
- 1917年 -  赤十字国際委員会
- 1918年 - 該当者なし
- 1919年 -  ウッドロウ・ウィルソン
- 1920年 -  レオン・ブルジョワ

### 1921年 - 1940年
- 1921年 -  カール・ヤルマール・ブランティング、 クリスティアン・ランゲ
- 1922年 -  フリチョフ・ナンセン
- 1923年 - 該当者なし
- 1924年 - 該当者なし
- 1925年 -  チャールズ・G・ドーズ、 オースティン・チェンバレン
- 1926年 -  アリスティード・ブリアン、 グスタフ・シュトレーゼマン
- 1927年 -  フェルディナン・ビュイソン、 ルートヴィッヒ・クヴィデ
- 1928年 - 該当者なし
- 1929年 -  フランク・ケロッグ
- 1930年 -  ナータン・セーデルブロム

- 1931年 -  ジェーン・アダムズ、ニコラス・バトラー
- 1932年 - 該当者なし
- 1933年 -  ラルフ・ノーマン・エンジェル
- 1934年 -  アーサー・ヘンダーソン
- 1935年 -  カール・フォン・オシエツキー
- 1936年 -  カルロス・サアベドラ・ラマス
- 1937年 -  ロバート・セシル
- 1938年 - ナンセン国際難民事務所
- 1939年 - 該当者なし（ ロバート・ベーデン＝パウエルに決定していたが、本賞自体が無しとなった。）
- 1940年 - 該当者なし

### 1941年 - 1960年
- 1941年 - 該当者なし
- 1942年 - 該当者なし
- 1943年 - 該当者なし
- 1944年 -  赤十字国際委員会
- 1945年 -  コーデル・ハル
- 1946年 -  ジョン・モット、エミリー・グリーン・ボルチ
- 1947年 -  アメリカ・フレンズ奉仕団、 イギリス・フレンズ協議会
- 1948年 - 該当者なし
- 1949年 -  ジョン・ボイド・オア
- 1950年 -  ラルフ・バンチ

- 1951年 -  レオン・ジュオー
- 1952年 -  アルベルト・シュヴァイツァー
- 1953年 -  ジョージ・C・マーシャル
- 1954年 -  国際連合難民高等弁務官事務所
- 1955年 - 該当者なし
- 1956年 - 該当者なし
- 1957年 -  レスター・ピアソン
- 1958年 -  ドミニク・ピール
- 1959年 -  フィリップ・ノエル＝ベーカー
- 1960年 -  アルバート・ルツーリ

### 1961年 - 1980年
- 1961年 -  ダグ・ハマーショルド
- 1962年 -  ライナス・ポーリング
- 1963年 -  赤十字国際委員会、 国際赤十字赤新月社連盟
- 1964年 -  マーティン・ルーサー・キング・ジュニア
- 1965年 - 国際連合児童基金
- 1966年 - 該当者なし
- 1967年 - 該当者なし
- 1968年 -  ルネ・カサン
- 1969年 -  国際労働機関
- 1970年 -  ノーマン・ボーローグ

- 1971年 -  ヴィリー・ブラント
- 1972年 - 該当者なし
- 1973年 -  ヘンリー・キッシンジャー、 レ・ドゥク・ト（辞退）
- 1974年 -  佐藤栄作、 ショーン・マクブライド
- 1975年 -  アンドレイ・サハロフ
- 1976年 -  ベティ・ウィリアムズ、マイレッド・コリガン・マグワイア
- 1977年 -  アムネスティ・インターナショナル
- 1978年 -  メナヘム・ベギン、 アンワル・アッ＝サーダート
- 1979年 -  マザー・テレサ
- 1980年 -  アドルフォ・ペレス・エスキベル

### 1981年 - 2000年
- 1981年 -  国際連合難民高等弁務官事務所
- 1982年 -  アルバ・ライマル・ミュルダール 、 アルフォンソ・ガルシア・ロブレス
- 1983年 -  レフ・ヴァウェンサ
- 1984年 -  デズモンド・ムピロ・ツツ
- 1985年 -  核戦争防止国際医師会議
- 1986年 -  エリー・ウィーゼル
- 1987年 -  オスカル・アリアス・サンチェス
- 1988年 -  国連平和維持軍
- 1989年 -  ダライ・ラマ14世
- 1990年 -  ミハエル・セルゲイビッチ・ゴルバチョフ

- 1991年 -  アウンサンスーチー
- 1992年 -  リゴベルタ・メンチュウ
- 1993年 -  ネルソン・マンデラ、フレデリック・ウィレム・デクラーク
- 1994年 -  ヤーセル・アラファート、 シモン・ペレス、イツハク・ラビン
- 1995年 -  パグウォッシュ会議、 ジョセフ・ロートブラット
- 1996年 -  カルロス・フィリペ・シメネス・ベロ、ホセ・ラモス＝ホルタ
- 1997年 -  地雷禁止国際キャンペーン（代表として ジョディ・ウィリアムズ）
- 1998年 -  ジョン・ヒューム、デヴィッド・トリンブル
- 1999年 -  国境なき医師団
- 2000年 -  金大中

### 2001年 - 2020年
- 2001年 -  国際連合、 コフィー・アナン
- 2002年 -  ジミー・カーター
- 2003年 -  シーリーン・エバーディー
- 2004年 -  ワンガリ・マータイ
- 2005年 -  国際原子力機関、 ムハンマド・モスタファ・エルバラダイ
- 2006年 -  ムハマド・ユヌス、グラミン銀行
- 2007年 -  アル・ゴア、 気候変動に関する政府間パネル
- 2008年 -  マルティ・アハティサーリ
- 2009年 -  バラク・フセイン・オバマ・ジュニア
- 2010年 -  劉暁波

- 2011年 -  エレン・ジョンソン・サーリーフ、レイマ・ボウィ、 タワックル・カルマン
- 2012年 -  欧州連合
- 2013年 -  化学兵器禁止機関
- 2014年 -  マララ・ユサフザイ、 カイラシュ・サティーアーティ
- 2015年 -  チュニジア国民対話カルテット
- 2016年 -  フアン・マヌエル・サントス
- 2017年 -  核兵器廃絶国際キャンペーン
- 2018年 -  デニス・ムクウェゲ、 ナーディーヤ・ムラード
- 2019年 -  アビィ・アハメド
- 2020年 -  国際連合世界食糧計画

### 2021年 -
- 2021年 -  マリア・レッサ、 ドミトリー・ムラトフ
- 2022年 -  アレシ・ビャリャツキ、 メモリアル、 市民自由センター

- 2023年 -  ナルゲス・モハンマーディ
- 2024年 -  日本原水爆被害者団体協議会

## ノーベル経済学賞

### 1969年 - 1980年
- 1969年 -  ラグナル・フリッシュ、 ヤン・ティンバーゲン
- 1970年 -  ポール・サミュエルソン
- 1971年 -  サイモン・クズネッツ
- 1972年 -  ジョン・ヒックス、 ケネス・アロー
- 1973年 -  ワシリー・レオンチェフ
- 1974年 -  グンナー・ミュルダール、 フリードリヒ・ハイエク
- 1975年 -  レオニード・カントロビッチ、 チャリング・クープマンス
- 1976年 -  ミルトン・フリードマン
- 1977年 -  ベルティル・オリーン、 ジェイムズ・ミード
- 1978年 -  ハーバート・サイモン
- 1979年 -  セオドア・シュルツ、 アーサー・ルイス
- 1980年 -  ローレンス・クライン

### 1981年 - 2000年
- 1981年 -  ジェームズ・トービン
- 1982年 -  ジョージ・スティグラー
- 1983年 -  ジェラール・ドブルー
- 1984年 -  リチャード・ストーン
- 1985年 -  フランコ・モディリアーニ
- 1986年 -  ジェームズ・M・ブキャナン
- 1987年 -  ロバート・ソロー
- 1988年 -  モーリス・アレ
- 1989年 -  トリグヴェ・ホーヴェルモ
- 1990年 -  ハリー・マーコウィッツ、マートン・ミラー、ウィリアム・シャープ

- 1991年 -  ロナルド・コース
- 1992年 -  ゲーリー・ベッカー
- 1993年 -  ロバート・フォーゲル、ダグラス・ノース
- 1994年 -  ラインハルト・ゼルテン、 ジョン・ナッシュ、ジョン・ハーサニ
- 1995年 -  ロバート・ルーカス
- 1996年 -  ジェームズ・マーリーズ、 ウィリアム・ヴィックリー
- 1997年 -  ロバート・マートン、 マイロン・ショールズ
- 1998年 -  アマルティア・セン
- 1999年 -  ロバート・マンデル
- 2000年 -  ジェームズ・ヘックマン、ダニエル・マクファデン

### 2001年 - 2020年
- 2001年 -  ジョージ・アカロフ、マイケル・スペンス、ジョセフ・E・スティグリッツ
- 2002年 -  ダニエル・カーネマン、 バーノン・スミス
- 2003年 -  ロバート・エングル、 クライヴ・グレンジャー
- 2004年 -  フィン・キドランド、 エドワード・プレスコット
- 2005年 -  ロバート・オーマン、 トーマス・シェリング
- 2006年 -  エドムンド・フェルプス
- 2007年 -  レオニド・ハーヴィックス、 エリック・マスキン、ロジャー・マイヤーソン
- 2008年 -  ポール・クルーグマン
- 2009年 -  エリノア・オストロム、オリバー・ウィリアムソン
- 2010年 -  ピーター・ダイアモンド、デール・モーテンセン、 クリストファー・ピサリデス
- 2011年 -  トーマス・サージェント、クリストファー・シムズ
- 2012年 -  アルヴィン・ロス、ロイド・シャープレー
- 2013年 -  ユージン・ファーマ、ラース・ハンセン、ロバート・シラー
- 2014年 -  ジャン・ティロール
- 2015年 -  アンガス・ディートン
- 2016年 -  オリバー・ハート、 ベント・ホルムストローム
- 2017年 -  リチャード・セイラー
- 2018年 -  ウィリアム・ノードハウス、ポール・ローマー
- 2019年 -  アビジット・V・バナジー、 エスター・デュフロ、 マイケル・クレーマー
- 2020年 -  ポール・ミルグロム、ロバート・バトラー・ウィルソン

### 2021年 -
- 2021年 -  デヴィッド・カード、 ヨシュア・アングリスト、 グイド・インベンス
- 2022年 -  ベン・バーナンキ、 ダグラス・W・ダイアモンド、 フィリップ・ディビッグ
- 2023年 -  クラウディア・ゴールディン
- 2024年 -  ダロン・アセモグル、 サイモン・ジョンソン、 ジェームズ・A・ロビンソン